# بادیگارد (فیلم ۱۳۹۴)
بادیگارد یک فیلم حماسی ایرانی به کارگردانی و نویسندگی ابراهیم حاتمی‌کیا و تهیه‌کنندگی احسان محمدحسنی محصول سال ۱۳۹۴ است. این فیلم برندهٔ دو سیمرغ و نامزد شش جایزه سیمرغ بلورین شد و همچنین جزء سه فیلم برتر اکران در سی و چهارمین دوره جشنواره فیلم فجر انتخاب شد.

## داستان
ابراهیم حاتمی‌کیا دربارهٔ خلاصهٔ داستان اینچنین می‌گوید:
موضوع دربارهٔ بادیگاردی است به نام «حیدر» که وظیفه حفاظت از مسؤولان بلندپایه کشور را برعهده دارد. نقش او را پرویز پرستویی بازی می‌کند. حیدر شخصیت آرمانگرایی است که مسائلی را در کارش می‌بیند و این مسائل او را نسبت به کارش دچار تضاد و شک و تردید می‌کند.

## بازیگران
| بازیگر        | نقش              | توضیحات                                               |
| ------------- | ---------------- | ----------------------------------------------------- |
| پرویز پرستویی | حیدر ذبیحی       | نقش اصلی، بادیگارد                                    |
| مریلا زارعی   | راضیه آصف        | همسر حیدر ذبیحی                                       |
| بابک حمیدیان  | میثم زرین        | دانشمند هسته‌ای پسر دوست و همرزم حیدر ذبیحی            |
| امیر آقایی    | اشرفی            | فرمانده حیدر ذبیحی                                    |
| فرهاد قائمیان | قیصری            | مأمور اطلاعات                                         |
| محمود عزیزی   | دکتر صولتی       | معاون رئیس‌جمهور                                       |
| محمد حاتمی    | مشاور دکتر صولتی |                                                       |
| شیلا خداداد   | سحر              | همسر میثم زرین                                        |
| پریوش نظریه   | مادر میثم زرین   |                                                       |
| احسان امانی   | خلج              | رئیس میثم زرین                                        |
| پدرام شریفی   | الیاس            | نامزد مریم، عضو تیم حیدر، بادیگارد                    |
| دیبا زاهدی    | مریم ذبیحی       | دختر حیدر ذبیحی                                       |
| کیمیا حسینی   |                  | دختر حیدر ذبیحی                                       |
| وحید رونقی    |                  | گوینده اخبار                                          |
| افسانه ناصری  |                  |                                                       |
| امین گلستانه  | موادفروش پارک    | مشاور لهجه و انتخاب بازیگر (بخش بلوچستان هم بوده است) |

## ساخت و پخش
تاریخچه شکل‌گیری ایده فیلمنامه سینمایی بادیگارد که پرویز پرستویی نقش اصلی آن را ایفا می‌کند، به اواخر دهه ۸۰ بازمی‌گردد. پیش‌تولید این فیلم سینمایی از نیمه اردیبهشت ماه و با برگزاری جلسات فیلم‌نامه‌خوانی و همزمان بازنویسی نهایی فیلم‌نامه و انتخاب عوامل فیلم آغاز شد و تا پایان خرداد ماه نیز ادامه داشت.
فیلمبرداری فیلم سینمایی بادیگارد با سرمایه‌گذاری سازمان اوج از تاریخ ۱۰ تیرماه ۱۳۹۳ در تهران آغاز شد و در شامگاه پنج‌شنبه ۲ مهرماه ۱۳۹۴ در تهران پایان یافت. پخش فیلم بادیگارد به دفتر فیلمیران رسید. و از ۲۶ اسفند ۱۳۹۴ در سینماهای ایران اکران شده است.

## موسیقی
موسیقی متن فیلم ساخته کارن همایون‌فر است که پیش از این فیلم با حاتمی‌کیا در ساخت گزارش یک جشن همکاری کرده بود.
آلبوم موسیقی متن فیلم بادیگارد در ۲۴ قطعه به مدت ۶۲ دقیقه منتشر شده است.

## جوایز
این فیلم در بخش سودای سیمرغ سی و چهارمین دوره جشنواره فیلم فجر به‌نمایش درآمد و در شش بخش نامزد سیمرغ بلورین شد. این فیلم دو سیمرغ بلورین بهترین جلوه‌های ویژه میدانی و جلوه‌های ویژه بصری و بهترین بازیگر نقش اول مرد را به خود اختصاص داد و همچنین در جشنواره فیلم مستقل وین توانست برنده ۳ جایزه شود.

### سی و چهارمین دوره جشنواره فیلم فجر
| قسمت                                           | نامزد                           | نتیجه    | جایزه        |
| ---------------------------------------------- | ------------------------------- | -------- | ------------ |
| بهترین بازیگر نقش اول مرد                      | پرویز پرستویی                   | برنده    | سیمرغ بلورین |
| بهترین فیلمبرداری                              | محمود کلاری                     | نامزدشده | —            |
| بهترین موسیقی متن                              | کارن همایون‌فر                   | نامزدشده | —            |
| بهترین جلوه‌های ویژه میدانی و جلوه‌های ویژه بصری | سید هادی اسلامی                 | برنده    | سیمرغ بلورین |
| بهترین صدا                                     | بهمن اردلان و سید علیرضا علویان | نامزدشده | —            |
| بهترین چهره‌پردازی                              | ایمان امیدواری                  | نامزدشده | —            |
| بهترین فیلم از نگاه تماشاگران                  | احسان محمدحسنی                  | دوم      | (۳٫۴۳/۴)     |

### سومینجشنواره فیلم مستقل وین
| قسمت                   | نامزد            | نتیجه    | جایزه |
| ---------------------- | ---------------- | -------- | ----- |
| تندیس بهترین فیلم      | ابراهیم حاتمی‌کیا | نامزدشده | —     |
| بهترین دستاورد هنری    | ابراهیم حاتمی‌کیا | برنده    | تندیس |
| بهترین کارگردانی       | ابراهیم حاتمی‌کیا | برنده    | تندیس |
| بهترین بازیگر نقش مکمل | بابک حمیدیان     | برنده    | تندیس |

### هجدهمین جشن سینمای ایران
| قسمت                     | نامزد           | نتیجه | جایزه      |
| ------------------------ | --------------- | ----- | ---------- |
| بهترین موسیقی متن        | کارن همایون‌فر   | برنده | تندیس زرین |
| بهترین جلوه‌های ویژه بصری | سید هادی اسلامی | برنده | تندیس زرین |

### شانزدهمین دوره جشن حافظ
| قسمت                      | نامزد                           | نتیجه    |
| ------------------------- | ------------------------------- | -------- |
| بهترین کارگردانی سینمایی  | ابراهیم حاتمی‌کیا                | نامزدشده |
| بهترین موسیقی متن         | کارن همایون‌فر                   | نامزدشده |
| بهترین دستاورد فنی و هنری | محسن روزبهانی و سید هادی اسلامی | نامزدشده |

دیگر جوایز:
- برندهٔ جایزه ویژه بخش کارگردانی در دهمین جشن منتقدان سینمای ایران